# Chapelle Notre-Dame de la Colombe (Linsmeau)
La chapelle Notre-Dame de la Colombe (ou chapelle Notre-Dame du Perron,) est une chapelle de style classique édifiée en tuffeau et située à Linsmeau, village de la commune belge d'Hélécine en Brabant wallon.

## Localisation
La chapelle se dresse au centre d'une petite place arborée de forme triangulaire qui termine, au sud-est, la rue du Centre, la rue principale du  village de Linsmeau, parallèle à la rivière qui traverse le village, la Petite Gette. 
Formant un ensemble harmonieux avec le chêne et le tilleul qui l'entourent, elle est située une centaine de mètres au nord de l'église paroissiale et du château de Linsmeau.

## Historique
Une première chapelle fut inaugurée à cet endroit en 1216.
Selon la légende, le chevalier Jean de Racour, seigneur de Racour, de Grand-Leez et de Linsmeau, qui avait fait le vœu de bâtir une chapelle à l'endroit où il verrait une blanche colombe, sortit indemne d'une bataille, aperçut une colombe sur la place communale de Linsmeau et y fit construire la chapelle actuelle en 1327,. Par ailleurs, le sceau de Jean de Racour portait trois colombes,.
La chapelle était jadis célèbre par des miracles qui s'y étaient opérés et comme lieu de pèlerinage.
La chapelle a été rebâtie au début du XVIIIe siècle comme le constatent (selon Tarlier et Wauters) la date 1723 qui se lit à l'intérieur et le millésime 1721 que l'on voit sur le toit.

## Classement
La chapelle fait l'objet d'un classement au titre des monuments historiques depuis le 18 mars 1980. Ses abords font l'objet d'un classement comme site.

## Architecture

### Architecture extérieure

#### Plan et maçonnerie

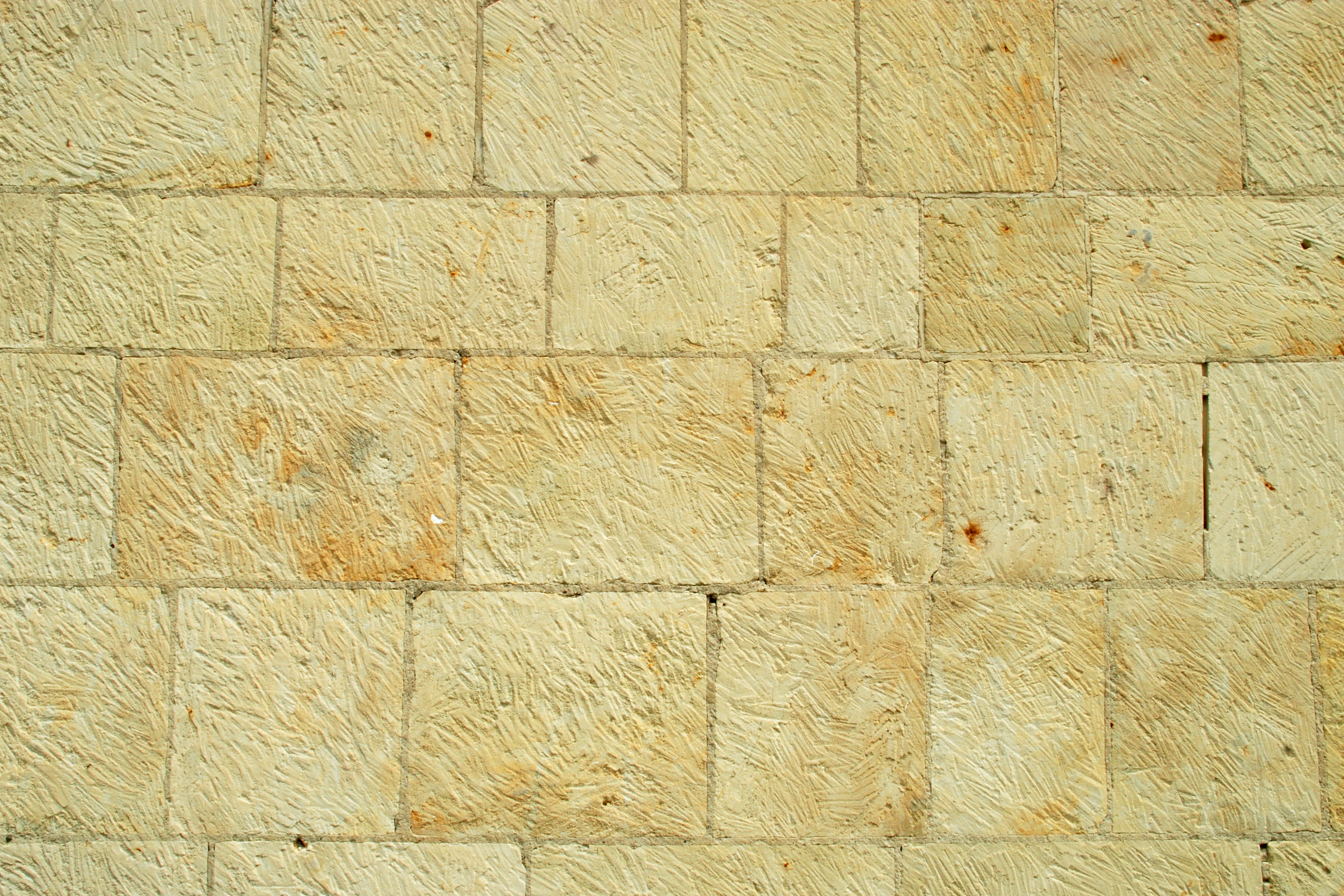
Tuffeau de la façade.

La chapelle, couverte d'ardoises, est un édifice à nef unique de trois travées, terminé par une abside à trois pans,,,. 
Elle constitue un exemple rare de monument bâti presque intégralement en tuffeau.
Cette pierre calcaire, de couleur jaune nuancée de gris, est appelée « tuffeau de Linsmeau » ou « tuffeau de Lincent »,,. 
Elle a été extraite du sous-sol des villages de Linsmeau et de Lincent de l'antiquité romaine aux années 1940 et caractérise l'architecture de la région, jusqu'à Maret et Orp-le-Grand. Poreuse, tendre et friable, cette pierre, qui durcit au contact de l'air et se raye à l'ongle, est fragile, sensible à l'érosion et à la pollution, et a donc été progressivement remplacée par la brique dans l'architecture locale à partir du milieu du XIXe siècle.

#### Façade
À l'ouest, la chapelle présente une façade percée d'un portail précédé de quelques marches.
Ce portail de style classicisant, encore dans la manière du XVIIe siècle, possède des piédroits harpés qui se confondent avec la maçonnerie en tuffeau de la façade. Ces piédroits se terminent par des impostes moulurées qui supportent un arc en anse de panier agrémenté de trois claveaux en saillie et surmonté d'un larmier terminé par des volutes. 
Le portail est surmonté d'une petite niche composée de quatre blocs de tuffeau encadrant un bas-relief très érodé figurant peut-être une croix surmontée d'une hostie.
|  |  |  |  |

#### Chevet
À l'est, l'édifice se termine par un chevet constitué d'une abside à trois pans,,,. 
L'abside présente un soubassement en moellons de pierre de Gobertange au-dessus duquel on peut voir des traces de réfection en briques rouges.
Ses deux pans latéraux (pans coupés) sont percés de grandes fenêtres classiques en anse de panier identiques à celles qui éclairent la nef tandis que le pan central est aveugle. Ce pan axial est orné d'une niche cintré qui abrite un bas-relief de la Sainte Famille surmontée de la colombe du Saint-Esprit et de deux têtes d'angelots,. À gauche de la niche, l'abside porte gravé dans la pierre le nom de  « Sterkendries Charles », peut-être celui d'un ouvrier qui travailla à l'entretien de la chapelle.
|  |  |  |  |

### Architecture intérieure et patrimoine
L'intérieur, très simple, est composé d'une nef unique dont les parois, percées de hautes et larges fenêtres classiques, sont enduites et peintes en blanc.
Le chœur abrite un grand autel en chêne du début du XVIIIe siècle orné de la statue de Notre-Dame de la Colombe encadrée de quatre colonnes dont les chapiteaux composites supportent un entablement à lambrequins surmonté d'un dais à volutes flanqué de deux pots à feu.
La statue en chêne polychrome (qui date peut-être du XVIe siècle) représente l'image miraculeuse de Notre-Dame de la Colombe. En 1635, durant la guerre entre le royaume de France et le royaume d'Espagne, la statue fut mutilée par les Huguenots. Après être passée par les mains d'un sculpteur namurois, d'un père de l'église Saint-Michel de Namur, du couvent des Carmes de cette même ville et des comtes d'Esneux, elle aboutit en 1947 au cloître d'Hélécine pour être enfin replacée dans la chapelle.
Volée en 1975, elle fut retrouvée sur un marché en Allemagne et réinstallée dans la chapelle en 1976.

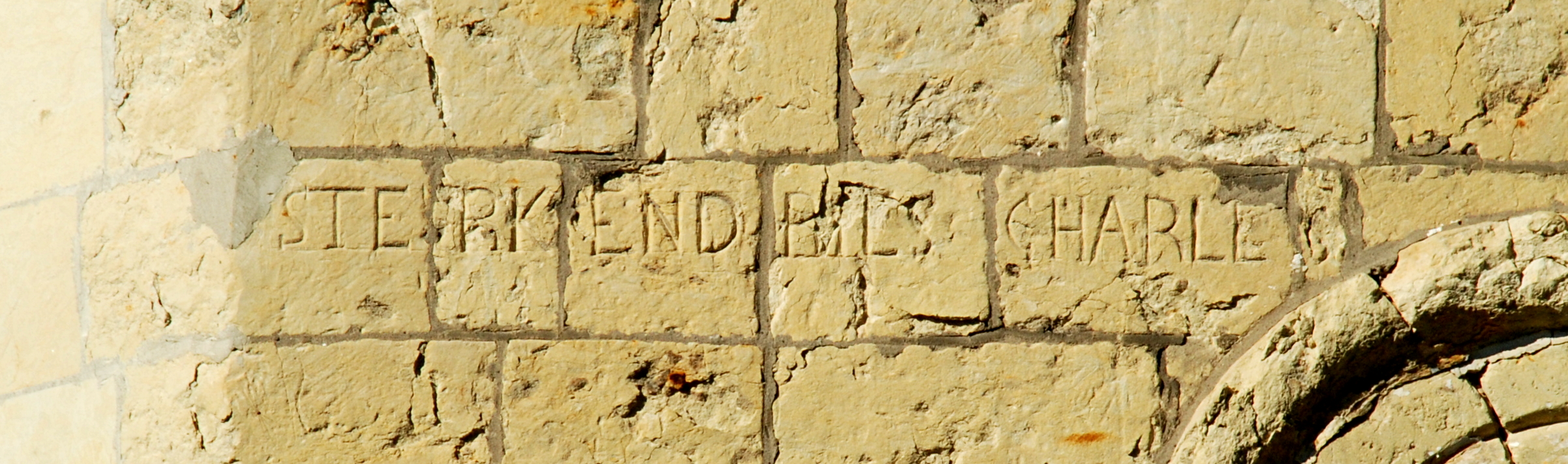
« Sterkendries Charles ».